# Hvalvíkar kirkja
Hvalvíkar kirkja er en kirke på Færøerne i Hvalvík på Streymoy. Kirken hører til  
Færøernes folkekirke. Der er ca. 100 siddepladser i kirken.

## Historie
Den nuværende kirke i Hvalvík, bygget i 1829, er den syvende i rækken af den man kender til har været opført i Hvalvík, der har uden tvivl været mange før den, da levetiden for hver enkelt af kirkene oftest har været ret kort på grund af byggematerialets beskaffenhed og ofte voldsomme storme. Den ældste af de kendte kirker blev bygget engang midt på 1600-tallet.
Kirken en typisk færøsk trækirke og er den ældste af de 11 kirker, der stadig eksisterer, fra perioden 1829 til 1862. Den blev bygget af bygmester Joen Michelsen fra Velbastaður. Han deltog også i byggeriet af de øvrige færøske kirker fra denne periode.
En storm tidligere på året, natten mellem d. 21 og 22 januar 1829, ødelage den oprindelige kirke fra år 1700. Den nye kirke, blev opført i pommersk fyr, købt fra barken "Boon" fra Glasgow, der fuldlastet med træmaterialer strandede ved Saksun  og blev slået til vrag. 

## Kirken
Det er den ældst fungerende kirke på Færøerne. Konstruktionen er typisk færøsk uden stenfundament. Selve kirkebygningen er opført, dels af lodrette sorttjærede planker men også af vandrette lagt på klink, det vil sige at et bræt dækker halvt over et andet. Taget er tækket af græstørv på blikplader. Indgangsdøren er som vanlig i kirkens nordside under den hvide, diagonalt stillede tagrytter. Den går ind til en smal forkirke, hvor der er en trappe op til pulpituret. I koreneden i samme side sidder præstedøren. Der er tre vinduer mellem dørene og fem på sydsiden. Under alle vinduer er der skodder der kan trækkes op. Koret er adskilt fra resten af kirkerummet, som er åbent op til taget, ved et smukt udskåret korgitter.
Altertavlen, "Kristus helbreder den værkbrudne", er fra kirkens opførelse.
Døbefonten er en ottekantet træfont med et tinfad fra 1735.
Prædikestolen stammer fra 1609 og stod oprindeligt i domkirken i Tórshavn, men kom til bygden i 1790.
Kirkeskibet er  sluppen "Sjóborgin", lavet af Poul Niclasen,  Tórshavn. Modellen blev ophængt i 1988 til minde om en farefuld rejse fra Grønland i 1958 med dette skib.
Kirkeklokken er støbt i København i 1869 af B. S. Løw.